# Salbia
Salbia is een geslacht van vlinders uit de familie van de grasmotten (Crambidae), uit de onderfamilie van de Spilomelinae. De wetenschappelijke naam voor dit geslacht is voor het eerst voorgesteld door Achille Guenée in een publicatie uit 1854. Guenée beschreef ook de eerste soort uit het geslacht, Salbia cassidalis uit Zuid-Amerika, die als typesoort is aangeduid.

## Soorten
- S. abnormalis Snellen, 1875
- S. ancidalis (Snellen, 1875)
- S. cassidalis Guenée, 1854
- S. cognatalis Snellen, 1875
- S. deformalis Snellen, 1875
- S. ecphaea (Hampson, 1912)
- S. endolasea (Hampson, 1912)
- S. extensalis Dognin, 1911
- S. flabellalis Guenée, 1854
- S. grisealis (Hampson, 1918)
- S. illectalis Walker, 1859
- S. interruptalis (Amsel, 1956)
- S. lenalis Walker, 1859
- S. lophoceralis (Hampson, 1917)
- S. lotanalis Druce, 1899
- S. melanobathrum (Dyar, 1914)
- S. melanolopha (Hampson, 1917)
- S. midalis (Schaus, 1924)
- S. minimalis (Amsel, 1956)
- S. mizaralis (Druce, 1899)
- S. munroealis (Amsel, 1956)
- S. nebulosalis (Schaus, 1912)
- S. pachyceralis (Hampson, 1917)
- S. pepitalis (Guenée, 1854)
- S. plicata (Hampson, 1912)
- S. sciagraphalis (Dyar, 1914)
- S. seriopunctalis (Hampson, 1895)
- S. subnebulosalis (Dyar, 1918)
- S. thyrsonoma (Meyrick, 1936)
- S. torsalis Guenée, 1854
- S. tremulalis (Druce, 1899)
- S. tytiusalis (Walker, 1859)
- S. varanalis (Schaus, 1940)
- S. zena (Druce, 1902)